# Fraunhofer-Allianz Big Data und Künstliche Intelligenz
Die Fraunhofer-Allianz Big Data und Künstliche Intelligenz ist ein Zusammenschluss von Instituten der Fraunhofer-Gesellschaft. Der Forschungsschwerpunkt liegt auf der Analyse und Auswertung von Massendaten und Datenströmen (Big Data) sowie der Künstlichen Intelligenz.

## Tätigkeit
In der Fraunhofer-Allianz Big Data und Künstliche Intelligenz bündeln mehr als 30 Institute ihre branchenübergreifende Expertise um die effiziente und sichere Nutzung großer Datenmengen in Unternehmen und Gesellschaft. Die beteiligten Institute begleiten Unternehmen von der Entwicklung von Big-Data-Strategien bis hin zu konkreten Lösungen im operativen Geschäft, für Planung und Optimierung ebenso wie für Forschung und Produktentwicklung. Die Allianz bietet darüber hinaus ein Trainingsprogramm für Data Scientists an. Mit der  Ausrichtung auf die angewandte Forschung verfolgen die Institute das gemeinsame Ziel, neue Forschungsergebnisse Entwicklungen unter industriellen Bedingungen einsetzbar zu machen. Die zentrale Geschäftsstelle der Fraunhofer-Allianz Big Data und Künstliche Intelligenz ist am Fraunhofer-Institut für Intelligente Analyse- und Informationssysteme IAIS in Sankt Augustin angesiedelt.

## Geschäftsfelder
In folgenden Geschäftsfeldern betreibt die Allianz angewandte Big-Data-Forschung und entwickelt Lösungen für Unternehmen:
- Produktion & Industrie 4.0
- Logistik & Mobilität
- Life Science & Health Care
- Energie & Umwelt
- Sicherheit
- Business & Finance

## Institute
Der Fraunhofer-Allianz Big Data und Künstliche Intelligenz gehören folgende Institute an (Fachbereiche alphabetisch, Stand Dezember 2020):
- Fraunhofer-Institut für Algorithmen und Wissenschaftliches Rechnen SCAI
- Fraunhofer-Institut für Angewandte Informationstechnik FIT
- Fraunhofer-Institut für Arbeitswirtschaft und Organisation IAO
- Fraunhofer-Institut für Betriebsfestigkeit und Systemzuverlässigkeit LBF
- Fraunhofer-Institut für Bildgestützte Medizin MEVIS
- Fraunhofer-Institut für Digitale Medientechnologie IDMT
- Fraunhofer-Institut für Energiewirtschaft und Energiesystemtechnik IEE
- Fraunhofer-Institut für Experimentelles Software Engineering IESE
- Fraunhofer-Institut für Fabrikbetrieb und -automatisierung IFF
- Fraunhofer-Institut für Graphische Datenverarbeitung IGD
- Fraunhofer-Institut für Integrierte Schaltungen IIS
- Fraunhofer-Institut für Intelligente Analyse- und Informationssysteme IAIS
- Fraunhofer-Zentrum für Internationales Management und Wissensökonomie IMW
- Fraunhofer-Institut für Kommunikation, Informationsverarbeitung und Ergonomie FKIE
- Fraunhofer-Institut für Keramische Technologien und Systeme IKTS
- Fraunhofer-Institut für Materialfluss und Logistik IML
- Fraunhofer-Institut für Molekularbiologie und Angewandte Ökologie IME
- Fraunhofer-Institut für Nachrichtentechnik, Heinrich-Hertz-Institut HHI
- Fraunhofer-Institut für Offene Kommunikationssysteme FOKUS
- Fraunhofer-Institut für Optronik, Systemtechnik und Bildauswertung IOSB
- Fraunhofer-Institut für Produktionsanlagen und Konstruktionstechnik IPK
- Fraunhofer-Institut für Produktionstechnik und Automatisierung IPA
- Fraunhofer-Institut für Produktionstechnologie IPT
- Fraunhofer-Institut für Sichere Informationstechnologie SIT
- Fraunhofer-Institut für Software- und Systemtechnik ISST
- Fraunhofer-Institut für System- und Innovationsforschung ISI
- Fraunhofer-Institut für Techno- und Wirtschaftsmathematik ITWM
- Fraunhofer-Institut für  Verfahrenstechnik und Verpackung IVV
- Fraunhofer-Institut für Verkehrs- und Infrastruktursysteme IVI
- Fraunhofer-Institut für Zerstörungsfreie Prüfverfahren IZFP